# ويليام فرنسيس ديغان
ويليام فرنسيس ديغان (بالإنجليزية: William Francis Deegan)‏ هو مهندس معماري أمريكي، ولد في 28 ديسمبر 1882، وتوفي في 3 أبريل 1932.